# Akita Inu
Akita Inu (japonsky: 秋田犬, česky: akita-inu nebo akita-ken) je psí plemeno, které pochází z Dálného východu, přesněji z Japonska z ostrova Honšú. Toto plemeno je pojmenováno podle prefektury Akita, z níž pochází. Akita Inu tedy znamená „pes z Akity“.
Akita inu je poměrně velký pes s klidnou a vyrovnanou, někdy ale agresivní povahou. Akity jsou inteligentní a učenlivé, jejich výchova si však žádá zkušeného chovatele.

## Charakteristika plemene
Psi plemena Akita Inu jsou nesmírně milí a příjemní společníci. Jejich příslovečná vlastnost je věrnost. Své rodině a pánovi jsou neuvěřitelně oddaní, jak to dokazuje mnoho příběhů. Jsou to stateční a neochvějní psi s vysokou inteligencí. Na svou značnou velikost málo jedí a jsou někdy citliví na různé složky potravy (hlavně na sóju). Jsou vhodní i na výcvik, ale vyžadují individuální přístup a nehodí se pro každého. Prodleva mezi příkazem a jeho vykonáním je mnohdy delší než u ostatních plemen. Přesto se rádi učí a to, co se naučí, nikdy nezapomenou. Akita miluje děti, ke kterým se chová s citem a jemně. Svou rodinu miluje a brání ji před jakýmkoliv nebezpečím.
U psů (samců) se často objevuje dominantní chování především k jiným psům. Toto nechtěné chování se zřejmě zachovalo z dob, kdy se akity zneužívaly pro psí zápasy. Agresivnímu chování vůči psům lze zabránit dobrou socializací již ve štěněčím věku. Čím více se pes bude seznamovat s ostatními, tím se nám lépe podaří tomuto negativnímu jednání předejít. Další zlozvyk je tvrdohlavost. S akitou, která si něco usmyslí, nic nehne. Vše lze vyřešit důslednou výchovou, ne však fyzickým trestáním, protože tím se ve psech tvrdošíjnost utvrzuje. Proto je tak podstatné tvrzení, že akita není pes pro každého.
Každý, kdo si akitu pořídí, v ní najde nejlepšího přítele, věrného partnera při vycházkách i lenošení… Majitel musí být se psem této rasy ve velmi úzkém kontaktu, protože akity, které jsou nucené pobývat většinu dne samotné, trpí. Akita je na svou rodinu velmi fixovaná a chce být s ní, ať už je kdekoliv.

## Historie plemene
Akity inu patří k nejstarším psím plemenům. Nacházely se ostatky jejich předků staré asi z doby 5000 let před naším letopočtem. Tito psi putovali s kočovníky po celém Japonsku. Jejich hlavním posláním bylo lovení velké zvěře, např. medvědů, jelenů či kanců, a ochrana rodiny a majetku. Psi byli dříve menší než dnešní akity, protože v drsných klimatických podmínkách s nedostatkem potravy by neměli šanci přežít.
Akita má ve své domovině výsostné postavení. Ze druhého století př. n. l. se nám dochovaly sošky, znázorňující psa se zatočeným ocasem a vztyčenýma ušima. Sošky sloužily jako dary pro blízké. Akita inu je symbol štěstí, blaha a věrnosti, proto bylo pro každého velkou poctou, když dostal sochu psa. Psi se chovali nejvíce ve vysokých kruzích, pro které byla vymyšlena hierarchie vodítek, aby bylo jasné, ze které vrstvy pes pochází. Akity byly a jsou vysoce ceněné, byly vydávány zákony na jejich ochranu i návody, které určovaly, jak se psem zacházet a mluvit. V roce 1931 bylo plemeno ministerstvem výchovy vyhlášeno za národní poklad a kulturní bohatství.
Velkou ránu plemeno zažilo koncem 19. a začátkem 20. století. V Japonsku se začaly rozšiřovat psí zápasy a tato krvavá podívaná si žádala větší, mohutnější a krvežíznivější psy. Proto bylo plemeno kříženo s mastify a tosami inu. Plemeno upadalo, ale zákazem psích zápasů se začalo znovu pomalu obnovovat. V roce 1927 byl založen klub chovatelů původního typu akit AKIHO (akita inu hozonkai), jenž sídlí ve městě Ódate. Znovuzrození akit mělo pevný základ ve psech z japonské Ódate, kde se původní typ celkem slušně zachoval. Další ránu udeřila druhá světová válka. Mnoho dokumentů se ztratilo a plemeno bylo opět kříženo, protože byl vydán zákaz chovat Akity, tentokrát hlavně s německými ovčáky. Mnoho psů uhynulo, protože japonská vláda zakázala krmení psů, další se nekontrolovatelně křížili… Američtí vojáci si po druhé světové válce odvezli hodně psů s sebou do USA, kde založili svůj vlastní chov. Kroky Američanů a Japonců se rozcházely a nakonec bylo schváleno rozdělení plemene na dvě: akitu inu a americkou akitu.
Dnes je chov ustálen a akity jsou rozšířeny po celém světě. Centrum chovu je v Ódate, kde je téměř vše spjato s národním plemenem. Po celém Japonsku nalezneme upomínky na Akity. Společnost AKIHO dodnes sdružuje ty nejlepší představitele a stará se o jeho zdárný vývoj.

## Použití a uplatnění plemene
Akity se původně ve své domovině využívaly k lovu velké zvěře. V Japonsku ale velké zvířeny značně ubylo, tak se pro Akity hledalo nové uplatnění. Stali se z nich společníci samurajů a šlechtických rodů. Akity jako symbol věrnosti a statečnosti se zúčastňovaly mnoha obřadů a ceremoniálů. Koncem 19. a začátkem 20. století se těšily velké oblibě psí zápasy, kde Akity křížené s těžkými dogovitými psy často hrály hlavní roli. Po zákazu této činnosti opět zaujaly místo společníků.
Dnes ve své vlasti slouží u policie i armády, stále častěji se uplatňují v canisterapii a to dokonce i v České republice. Rychle se učí a mají vynikající čich. V myslivosti se nyní již neuplatňují a byly nahrazeny evropskými loveckými plemeny. Jinak je to všestranné plemeno, vytrvalé a přizpůsobivé. Potřebuje však zkušeného člověka a důslednou výchovu.

## Proslavení psi plemene
Akity se proslavily hlavně svou oddaností a láskou k pánu a k rodině. Při prosazování zákona o ochraně památek Japonska měl velkou váhu i příběh jednoho psa z tohoto plemene. V roce 1923 se ve městě Ódate v domě, který je dnes uctíván a chráněn jako památka, narodil pes této rasy Hačikó. Jako dvouměsíční byl poslán profesoru Uenovi do Tokia. Hačikó se naučil každý den chodit v 17 hodin na nádraží a čekat, než jeho pán dorazí z práce. Za dva roky ale profesor Ueno zemřel a nevrátil se domů. Hačikó ztrátě pána neuvěřil a stále na něj na nádraží čekal. Pokusy o jeho převýchovu byly neúspěšné. Město za něj platilo poplatky a byl respektován. Na svého pána čekal do svých 12 let a 5 měsíců. Když roku 1935 na nádraží zemřel, jeho památník lidé pokryli květinami.